# Petit Le Mans 2011

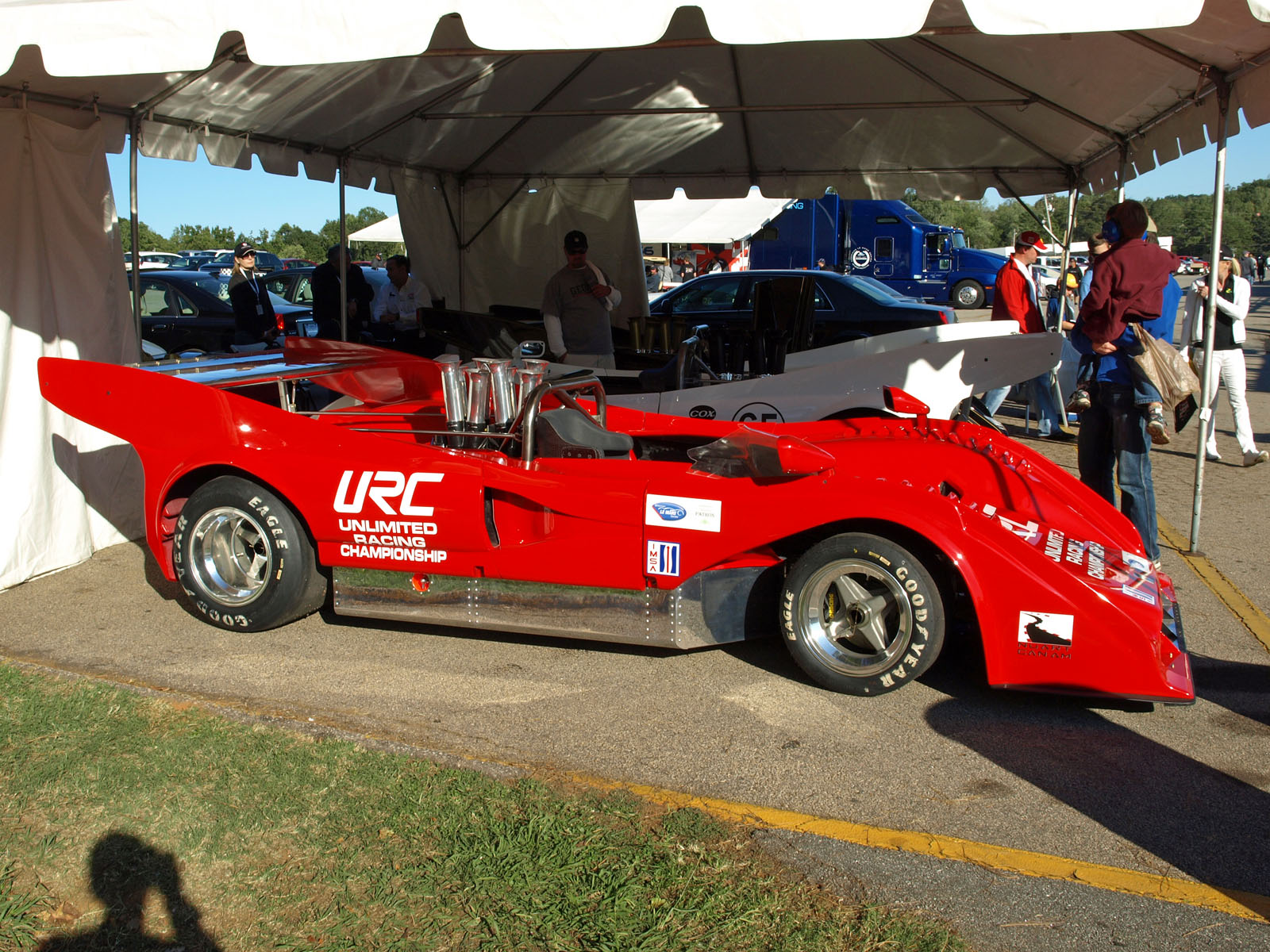
Coche

El Petit Le Mans 2011 auspiciado por Mazda es la decimocuarta edición del Petit Le Mans y la novena ronda de la temporada 2011 de la American Le Mans Series. El evento también fue la sexta ronda de la Copa Intercontinental Le Mans 2011. Se llevó a cabo en Road Atlanta, Georgia el 1 de octubre de 2011.

## Clasificación
Los ganadores de las poles en cada clase están marcados en negrita.
| Pos | Clase  | Equipo                             | Piloto                | Tiempo     | Grilla |
| --- | ------ | ---------------------------------- | --------------------- | ---------- | ------ |
| 1   | LMP1   | #7 Peugeot Sport Total             | Anthony Davidson      | 1:07.428   | 1      |
| 2   | LMP1   | #1 Audi Sport Team Joest           | Timo Bernhard         | 1:07.556   | 2      |
| 3   | LMP1   | #8 Peugeot Sport Total             | Stéphane Sarrazin     | 1:07.881   | 3      |
| 4   | LMP1   | #2 Audi Sport Team Joest           | Rinaldo Capello       | 1:08.013   | 4      |
| 5   | LMP1   | #10 Team Oreca Matmut              | Nicolas Lapierre      | 1:09.777   | 5      |
| 6   | LMP1   | #12 Rebellion Racing               | Andrea Belicchi       | 1:10.123   | 6      |
| 7   | LMP1   | #24 OAK Racing                     | Olivier Pla           | 1:10.355   | 7      |
| 8   | LMP1   | #007 Aston Martin Racing           | Stefan Mücke          | 1:10.485   | 8      |
| 9   | LMP1   | #20 Oryx Dyson Racing              | Steven Kane           | 1:10.811   | 9      |
| 10  | LMP1   | #15 OAK Racing                     | Pierre Ragues         | 1:10.864   | 10     |
| 11  | LMP1   | #6 Muscle Milk Aston Martin Racing | Klaus Graf            | 1:10.948   | 11     |
| 12  | LMP1   | #16 Dyson Racing Team              | Chris Dyson           | 1:11.396   | 12     |
| 13  | LMP2   | #055 Level 5 Motorsports           | Luis Díaz             | 1:12.335   | 13     |
| 14  | LMP2   | #26 Signatech Nissan               | Jean-Karl Vernay      | 1:12.640   | 14     |
| 15  | LMP2   | #33 Level 5 Motorsports            | Christophe Bouchut    | 1:12.729   | 15     |
| 16  | LMP2   | #35 OAK Racing                     | Jacques Nicolet       | 1:14.654   | 16     |
| 17  | LMPC   | #89 Intersport Racing              | Kyle Marcelli         | 1:14.848   | 52     |
| 18  | LMP2   | #22 United Autosports              | Stefan Johansson      | 1:15.158   | 17     |
| 19  | LMPC   | #36 Genoa Racing                   | Dane Cameron          | 1:15.591   | DNS    |
| 20  | LMPC   | #52 PR1 Mathiasen Motorsports      | Ryan Lewis            | 1:15.649   | 18     |
| 21  | LMPC   | #06 CORE Autosport                 | Gunnar Jeannette      | 1:15.688   | 19     |
| 22  | LMPC   | #063 Genoa Racing                  | Jordan Grogor         | 1:16.069   | 20     |
| 23  | LMPC   | #05 CORE Autosport                 | Frankie Montecalvo    | 1:16.553   | 21     |
| 24  | LMP1   | #012 Autocon                       | Chris McMurray        | 1:18.420   | 22     |
| 25  | GT     | #51 AF Corse                       | Gianmaria Bruni       | 1:18.699   | 23     |
| 26  | GT     | #55 BMW Team RLL                   | Dirk Werner           | 1:18.786   | 24     |
| 27  | GT     | #56 BMW Team RLL                   | Dirk Müller           | 1:19.219   | 25     |
| 28  | GT     | #062 Risi Competizione             | Jaime Melo            | 1:19.247   | 26     |
| 29  | GT     | #045 Flying Lizard Motorsports     | Jörg Bergmeister      | 1:19.511   | 27     |
| 30  | GT     | #01 Extreme Speed Motorsports      | Johannes van Overbeek | 1:19.519   | 28     |
| 31  | GT     | #59 Luxury Racing                  | Frédéric Makowiecki   | 1:19.539   | 29     |
| 32  | GT     | #4 Corvette Racing                 | Jan Magnussen         | 1:19.586   | 30     |
| 33  | GT     | #3 Corvette Racing                 | Tommy Milner          | 1:19.619   | 31     |
| 34  | GT     | #02 Extreme Speed Motorsports      | Guy Cosmo             | 1:19.705   | 32     |
| 35  | GT     | #58 Luxury Racing                  | Ralph Firman          | 1:20.294   | 33     |
| 36  | GTE-Am | #61 AF Corse                       | Rui Águas             | 1:20.619   | 34     |
| 37  | GT     | #17 Team Falken Tire               | Bryan Sellers         | 1:20.777   | 35     |
| 38  | GTE-Am | #57 Krohn Racing                   | Niclas Jönsson        | 1:20.880   | 36     |
| 39  | GTE-Am | #63 Proton Competition             | Richard Lietz         | 1:20.897   | 37     |
| 40  | GT     | #99 JaguarRSR                      | Bruno Junqueira       | 1:20.996   | 38     |
| 41  | GT     | #044 Flying Lizard Motorsports     | Darren Law            | 1:21.090   | 39     |
| 42  | GTE-Am | #50 Larbre Compétition             | Julien Canal          | 1:21.164   | 40     |
| 43  | GTE-Am | #62 CRS Racing                     | Tim Mullen            | 1:21.294   | 41     |
| 44  | GT     | #98 JaguarRSR                      | Rocky Moran, Jr.      | 1:21.335   | 42     |
| 45  | GT     | #48 Paul Miller Racing             | Sascha Maassen        | 1:21.577   | 43     |
| 46  | GT     | #65 Lotus Jetalliance              | Johnny Mowlem         | 1:22.560   | 44     |
| 47  | GTE-Am | #60 Gulf AMR Middle East           | Fabien Giroix         | 1:23.075   | 45     |
| 48  | GT     | #64 Lotus Jetalliance              | Martin Rich           | 1:23.760   | 51     |
| 49  | LMPC   | #18 Performance Tech Motorsports   | Anthony Nicolosi      | 1:23.810   | 46     |
| 50  | GTC    | #54 Black Swan Racing              | Jeroen Bleekemolen    | 1:24.543   | 47     |
| 51  | GTC    | #66 TRG                            | Spencer Pumpelly      | 1:24.596   | 48     |
| 52  | GTC    | #68 TRG                            | Dion von Moltke       | 1:24.844   | 49     |
| 53  | GTC    | #23 Alex Job Racing                | Leh Keen              | 1:24.861   | 50     |
| 54  | GTC    | #77 Magnus Racing                  | Craig Stanton         | 1:25.206   | DNQ    |
| 55  | GTC    | #34 Green Hornet/Black Swan Racing | Sin Tiempo            | Sin Tiempo | DNQ    |
| 56  | GT     | #40 Robertson Racing               | Sin Tiempo            | Sin Tiempo | 53     |

## Carrera
Ganadores de la clase en negrita. Coches que no cumplan el 70% de la distancia del ganador esta marcados como No clasificados (NC). Los competidores de la ILMC están marcados con †.
| Pos    | Clase  | No   | Equipo                          | Pilotos                                                   | Chasis                                  | Neumáticos | Vueltas |
| Pos    | Clase  | No   | Equipo                          | Pilotos                                                   | Motor                                   | Neumáticos | Vueltas |
| ------ | ------ | ---- | ------------------------------- | --------------------------------------------------------- | --------------------------------------- | ---------- | ------- |
| 1      | LMP1   | 8†   | Peugeot Sport Total             | Franck Montagny Stéphane Sarrazin Alexander Wurz          | Peugeot 908                             | M          | 394     |
| 1      | LMP1   | 8†   | Peugeot Sport Total             | Franck Montagny Stéphane Sarrazin Alexander Wurz          | Peugeot HDi 3.7 L Turbo V8 (Diesel)     | M          | 394     |
| 2      | LMP1   | 10†  | Team Oreca Matmut               | Marc Gené Nicolas Lapierre Nicolas Minassian              | Peugeot 908 HDi FAP                     | M          | 389     |
| 2      | LMP1   | 10†  | Team Oreca Matmut               | Marc Gené Nicolas Lapierre Nicolas Minassian              | Peugeot HDi 5.5 L Turbo V12 (Diesel)    | M          | 389     |
| 3      | LMP1   | 007† | Aston Martin Racing             | Adrián Fernández Stefan Mücke Harold Primat               | Lola-Aston Martin B09/60                | M          | 388     |
| 3      | LMP1   | 007† | Aston Martin Racing             | Adrián Fernández Stefan Mücke Harold Primat               | Aston Martin 6.0 L V12                  | M          | 388     |
| 4      | LMP1   | 24†  | OAK Racing                      | Olivier Pla Alexandre Prémat Jean-François Yvon           | OAK Pescarolo 01                        | D          | 384     |
| 4      | LMP1   | 24†  | OAK Racing                      | Olivier Pla Alexandre Prémat Jean-François Yvon           | Judd DB 3.4 L V8                        | D          | 384     |
| 5      | LMP1   | 12†  | Rebellion Racing                | Andrea Belicchi Neel Jani Nicolas Prost                   | Lola B10/60                             | M          | 381     |
| 5      | LMP1   | 12†  | Rebellion Racing                | Andrea Belicchi Neel Jani Nicolas Prost                   | Toyota RV8KLM 3.4 L V8                  | M          | 381     |
| 6      | LMP2   | 33†  | Level 5 Motorsports             | João Barbosa Christophe Bouchut Scott Tucker              | HPD ARX-01g                             | M          | 375     |
| 6      | LMP2   | 33†  | Level 5 Motorsports             | João Barbosa Christophe Bouchut Scott Tucker              | HPD HR28TT 2.8 L Turbo V6               | M          | 375     |
| 7      | LMP1   | 15†  | OAK Racing                      | Matthieu Lahaye Guillaume Moreau Pierre Ragues            | OAK Pescarolo 01                        | D          | 370     |
| 7      | LMP1   | 15†  | OAK Racing                      | Matthieu Lahaye Guillaume Moreau Pierre Ragues            | Judd DB 3.4 L V8                        | D          | 370     |
| 8      | LMPC   | 52   | PR1 Mathiasen Motorsports       | Ken Dobson Ryan Lewis Henri Richard                       | Oreca FLM09                             | M          | 368     |
| 8      | LMPC   | 52   | PR1 Mathiasen Motorsports       | Ken Dobson Ryan Lewis Henri Richard                       | Chevrolet LS3 6.2 L V8                  | M          | 368     |
| 9      | LMPC   | 89   | Intersport Racing               | Chapman Ducote Tomy Drissi Kyle Marcelli                  | Oreca FLM09                             | M          | 368     |
| 9      | LMPC   | 89   | Intersport Racing               | Chapman Ducote Tomy Drissi Kyle Marcelli                  | Chevrolet LS3 6.2 L V8                  | M          | 368     |
| 10     | GT     | 51†  | AF Corse                        | Gianmaria Bruni Giancarlo Fisichella Pierre Kaffer        | Ferrari 458 Italia GT2                  | M          | 367     |
| 10     | GT     | 51†  | AF Corse                        | Gianmaria Bruni Giancarlo Fisichella Pierre Kaffer        | Ferrari 4.5 L V8                        | M          | 367     |
| 11     | GT     | 045  | Flying Lizard Motorsports       | Jörg Bergmeister Patrick Long Patrick Pilet               | Porsche 997 GT3-RSR                     | M          | 367     |
| 11     | GT     | 045  | Flying Lizard Motorsports       | Jörg Bergmeister Patrick Long Patrick Pilet               | Porsche 4.0 L Flat-6                    | M          | 367     |
| 12     | GT     | 55†  | BMW Motorsport BMW Team RLL     | Bill Auberlen Augusto Farfus Dirk Werner                  | BMW M3 GT2                              | D          | 367     |
| 12     | GT     | 55†  | BMW Motorsport BMW Team RLL     | Bill Auberlen Augusto Farfus Dirk Werner                  | BMW 4.0 L V8                            | D          | 367     |
| 13     | LMP2   | 22   | United Autosports               | Zak Brown Stefan Johansson Mark Patterson                 | OAK Pescarolo 01                        | D          | 367     |
| 13     | LMP2   | 22   | United Autosports               | Zak Brown Stefan Johansson Mark Patterson                 | Judd-BMW HK 3.6 L V8                    | D          | 367     |
| 14     | GT     | 4    | Corvette Racing                 | Oliver Gavin Jan Magnussen Richard Westbrook              | Chevrolet Corvette C6.R                 | M          | 366     |
| 14     | GT     | 4    | Corvette Racing                 | Oliver Gavin Jan Magnussen Richard Westbrook              | Chevrolet 5.5 L V8                      | M          | 366     |
| 15     | GT     | 17   | Team Falken Tire                | Wolf Henzler Martin Ragginger Bryan Sellers               | Porsche 997 GT3-RSR                     | F          | 365     |
| 15     | GT     | 17   | Team Falken Tire                | Wolf Henzler Martin Ragginger Bryan Sellers               | Porsche 4.0 L Flat-6                    | F          | 365     |
| 16     | GT     | 01   | Extreme Speed Motorsports       | Dominik Farnbacher Scott Sharp Johannes van Overbeek      | Ferrari 458 Italia GT2                  | M          | 365     |
| 16     | GT     | 01   | Extreme Speed Motorsports       | Dominik Farnbacher Scott Sharp Johannes van Overbeek      | Ferrari 4.5 L V8                        | M          | 365     |
| 17 DNF | LMP1   | 16   | Dyson Racing Team               | Jay Cochran Chris Dyson Guy Smith                         | Lola B09/86                             | D          | 363     |
| 17 DNF | LMP1   | 16   | Dyson Racing Team               | Jay Cochran Chris Dyson Guy Smith                         | Mazda MZR-R 2.0 L Turbo I4 (Isobutanol) | D          | 363     |
| 18     | GT     | 58†  | Luxury Racing                   | Ralph Firman David Hallyday François Jakubowski           | Ferrari 458 Italia GT2                  | M          | 361     |
| 18     | GT     | 58†  | Luxury Racing                   | Ralph Firman David Hallyday François Jakubowski           | Ferrari 4.5 L V8                        | M          | 361     |
| 19     | GT     | 044  | Flying Lizard Motorsports       | Marco Holzer Darren Law Seth Neiman                       | Porsche 997 GT3-RSR                     | M          | 361     |
| 19     | GT     | 044  | Flying Lizard Motorsports       | Marco Holzer Darren Law Seth Neiman                       | Porsche 4.0 L Flat-6                    | M          | 361     |
| 20     | GT     | 56†  | BMW Motorsport BMW Team RLL     | Joey Hand Dirk Müller Andy Priaulx                        | BMW M3 GT2                              | D          | 359     |
| 20     | GT     | 56†  | BMW Motorsport BMW Team RLL     | Joey Hand Dirk Müller Andy Priaulx                        | BMW 4.0 L V8                            | D          | 359     |
| 21     | GT     | 02   | Extreme Speed Motorsports       | Rob Bell Ed Brown Guy Cosmo                               | Ferrari 458 Italia GT2                  | M          | 357     |
| 21     | GT     | 02   | Extreme Speed Motorsports       | Rob Bell Ed Brown Guy Cosmo                               | Ferrari 4.5 L V8                        | M          | 357     |
| 22     | LMP2   | 26†  | Signatech Nissan                | Franck Mailleux Lucas Ordóñez Jean-Karl Vernay            | Oreca 03                                | M          | 357     |
| 22     | LMP2   | 26†  | Signatech Nissan                | Franck Mailleux Lucas Ordóñez Jean-Karl Vernay            | Nissan VK45DE 4.5 L V8                  | M          | 357     |
| 23     | GT     | 48   | Paul Miller Racing              | Emmanuel Collard Sascha Maassen Bryce Miller              | Porsche 997 GT3-RSR                     | Y          | 357     |
| 23     | GT     | 48   | Paul Miller Racing              | Emmanuel Collard Sascha Maassen Bryce Miller              | Porsche 4.0 L Flat-6                    | Y          | 357     |
| 24     | GTE Am | 57†  | Krohn Racing                    | Tracy Krohn Niclas Jönsson Michele Rugolo                 | Ferrari F430 GTE                        | D          | 355     |
| 24     | GTE Am | 57†  | Krohn Racing                    | Tracy Krohn Niclas Jönsson Michele Rugolo                 | Ferrari 4.0 L V8                        | D          | 355     |
| 25     | GTE Am | 50†  | Larbre Compétition              | Patrick Bornhauser Julien Canal Gabriele Gardel           | Chevrolet Corvette C6.R                 | M          | 353     |
| 25     | GTE Am | 50†  | Larbre Compétition              | Patrick Bornhauser Julien Canal Gabriele Gardel           | Chevrolet 5.5 L V8                      | M          | 353     |
| 26     | GT     | 40   | Robertson Racing                | David Murry Andrea Robertson Melanie Snow                 | Ford GT-R Mk. VII                       | M          | 350     |
| 26     | GT     | 40   | Robertson Racing                | David Murry Andrea Robertson Melanie Snow                 | Ford (Élan) 5.0 L V8                    | M          | 350     |
| 27     | GTC    | 54   | Black Swan Racing               | Jeroen Bleekemolen Sebastiaan Bleekemolen Tim Pappas      | Porsche 997 GT3 Cup                     | Y          | 346     |
| 27     | GTC    | 54   | Black Swan Racing               | Jeroen Bleekemolen Sebastiaan Bleekemolen Tim Pappas      | Porsche 3.8 L Flat-6                    | Y          | 346     |
| 28     | GTC    | 23   | Alex Job Racing                 | Leh Keen Bill Sweedler Brian Wong                         | Porsche 997 GT3 Cup                     | Y          | 346     |
| 28     | GTC    | 23   | Alex Job Racing                 | Leh Keen Bill Sweedler Brian Wong                         | Porsche 3.8 L Flat-6                    | Y          | 346     |
| 29     | GTC    | 66   | TRG                             | Duncan Ende Peter Ludwig Spencer Pumpelly                 | Porsche 997 GT3 Cup                     | Y          | 345     |
| 29     | GTC    | 66   | TRG                             | Duncan Ende Peter Ludwig Spencer Pumpelly                 | Porsche 3.8 L Flat-6                    | Y          | 345     |
| 30     | LMPC   | 06   | CORE Autosport                  | Ricardo González Gunnar Jeannette Rudy Junco, Jr.         | Oreca FLM09                             | M          | 340     |
| 30     | LMPC   | 06   | CORE Autosport                  | Ricardo González Gunnar Jeannette Rudy Junco, Jr.         | Chevrolet LS3 6.2 L V8                  | M          | 340     |
| 31     | GTE Am | 61†  | AF Corse                        | Rui Águas Justin Bell Robert Kaufmann                     | Ferrari F430 GTE                        | M          | 338     |
| 31     | GTE Am | 61†  | AF Corse                        | Rui Águas Justin Bell Robert Kaufmann                     | Ferrari 4.0 L V8                        | M          | 338     |
| 32 DNF | LMP1   | 012  | Autocon                         | Tony Burgess Chris McMurry Bryan Willman                  | Lola B06/10                             | D          | 336     |
| 32 DNF | LMP1   | 012  | Autocon                         | Tony Burgess Chris McMurry Bryan Willman                  | AER P32C 4.0 L Turbo V8 (Isobutanol)    | D          | 336     |
| 33     | GTE Am | 60†  | Gulf AMR Middle East            | Fabien Giroix Roald Goethe Michael Wainwright             | Aston Martin V8 Vantage GT2             | D          | 332     |
| 33     | GTE Am | 60†  | Gulf AMR Middle East            | Fabien Giroix Roald Goethe Michael Wainwright             | Aston Martin 4.5 L V8                   | D          | 332     |
| 34     | LMPC   | 063  | Genoa Racing                    | Elton Julian Eric Lux Christian Zugel                     | Oreca FLM09                             | M          | 327     |
| 34     | LMPC   | 063  | Genoa Racing                    | Elton Julian Eric Lux Christian Zugel                     | Chevrolet LS3 6.2 L V8                  | M          | 327     |
| 35 DNF | LMPC   | 05   | CORE Autosport                  | Jon Bennett Ryan Dalziel Frankie Montecalvo               | Oreca FLM09                             | M          | 324     |
| 35 DNF | LMPC   | 05   | CORE Autosport                  | Jon Bennett Ryan Dalziel Frankie Montecalvo               | Chevrolet LS3 6.2 L V8                  | M          | 324     |
| 36     | LMP2   | 35†  | OAK Racing                      | Frédéric Da Rocha Patrice Lafargue Jacques Nicolet        | OAK Pescarolo 01                        | D          | 324     |
| 36     | LMP2   | 35†  | OAK Racing                      | Frédéric Da Rocha Patrice Lafargue Jacques Nicolet        | Judd-BMW HK 3.6 L V8                    | D          | 324     |
| 37 DNF | GT     | 59†  | Luxury Racing                   | Anthony Beltoise Frédéric Makowiecki Stéphane Ortelli     | Ferrari 458 Italia GT2                  | M          | 316     |
| 37 DNF | GT     | 59†  | Luxury Racing                   | Anthony Beltoise Frédéric Makowiecki Stéphane Ortelli     | Ferrari 4.5 L V8                        | M          | 316     |
| 38     | LMP2   | 055  | Level 5 Motorsports             | Scott Tucker Luis Díaz Marino Franchitti                  | HPD ARX-01g                             | M          | 314     |
| 38     | LMP2   | 055  | Level 5 Motorsports             | Scott Tucker Luis Díaz Marino Franchitti                  | HPD HR28TT 2.8 L Turbo V6               | M          | 314     |
| 39     | GTE Am | 62†  | CRS Racing                      | Pierre Ehret Tim Mullen Roger Wills                       | Ferrari F430 GTE                        | M          | 310     |
| 39     | GTE Am | 62†  | CRS Racing                      | Pierre Ehret Tim Mullen Roger Wills                       | Ferrari 4.0 L V8                        | M          | 310     |
| 40 DNF | LMP1   | 2†   | Audi Sport Team Joest           | Rinaldo Capello Tom Kristensen Allan McNish               | Audi R18 TDI                            | M          | 302     |
| 40 DNF | LMP1   | 2†   | Audi Sport Team Joest           | Rinaldo Capello Tom Kristensen Allan McNish               | Audi TDI 3.7 L Turbo V6 (Diesel)        | M          | 302     |
| 41 DNF | LMP1   | 1†   | Audi Sport Team Joest           | Timo Bernhard Marcel Fässler Romain Dumas                 | Audi R18 TDI                            | M          | 296     |
| 41 DNF | LMP1   | 1†   | Audi Sport Team Joest           | Timo Bernhard Marcel Fässler Romain Dumas                 | Audi TDI 3.7 L Turbo V6 (Diesel)        | M          | 296     |
| 42     | LMPC   | 18   | Performance Tech Motorsports    | Jarrett Boon Jan-Dirk Lueders Anthony Nicolosi            | Oreca FLM09                             | M          | 293     |
| 42     | LMPC   | 18   | Performance Tech Motorsports    | Jarrett Boon Jan-Dirk Lueders Anthony Nicolosi            | Chevrolet LS3 6.2 L V8                  | M          | 293     |
| 43     | GTC    | 68   | TRG                             | Ben Keating Jim Norman Dion von Moltke                    | Porsche 997 GT3 Cup                     | Y          | 247     |
| 43     | GTC    | 68   | TRG                             | Ben Keating Jim Norman Dion von Moltke                    | Porsche 3.8 L Flat-6                    | Y          | 247     |
| 44 NC  | GT     | 65†  | Lotus Jetalliance               | David Heinemeier Hansson Johnny Mowlem James Rossiter     | Lotus Evora GTE                         | M          | 237     |
| 44 NC  | GT     | 65†  | Lotus Jetalliance               | David Heinemeier Hansson Johnny Mowlem James Rossiter     | Toyota (Cosworth) 4.0 L V6              | M          | 237     |
| 45 DNF | GT     | 64†  | Lotus Jetalliance               | Kasper Jensen Martin Rich Oskar Slingerland               | Lotus Evora GTE                         | M          | 197     |
| 45 DNF | GT     | 64†  | Lotus Jetalliance               | Kasper Jensen Martin Rich Oskar Slingerland               | Toyota (Cosworth) 4.0 L V6              | M          | 197     |
| 46 DNF | GTE Am | 63†  | Proton Competition              | "Mark Bullitt" Richard Lietz Christian Ried               | Porsche 997 GT3-RSR                     | M          | 163     |
| 46 DNF | GTE Am | 63†  | Proton Competition              | "Mark Bullitt" Richard Lietz Christian Ried               | Porsche 4.0 L Flat-6                    | M          | 163     |
| 47 DNF | GT     | 99   | JaguarRSR                       | Bruno Junqueira Kenny Wilden Ian James                    | Jaguar XKR GT                           | D          | 92      |
| 47 DNF | GT     | 99   | JaguarRSR                       | Bruno Junqueira Kenny Wilden Ian James                    | Jaguar 5.0 L V8                         | D          | 92      |
| 48 DNF | LMP1   | 7†   | Peugeot Sport Total             | Sébastien Bourdais Anthony Davidson Simon Pagenaud        | Peugeot 908                             | M          | 78      |
| 48 DNF | LMP1   | 7†   | Peugeot Sport Total             | Sébastien Bourdais Anthony Davidson Simon Pagenaud        | Peugeot HDi 3.7 L Turbo V8 (Diesel)     | M          | 78      |
| 49 DNF | GT     | 3    | Corvette Racing                 | Olivier Beretta Antonio García Tommy Milner               | Chevrolet Corvette C6.R                 | M          | 76      |
| 49 DNF | GT     | 3    | Corvette Racing                 | Olivier Beretta Antonio García Tommy Milner               | Chevrolet 5.5 L V8                      | M          | 76      |
| 50 DNF | LMP1   | 6    | Muscle Milk Aston Martin Racing | Lucas Luhr Klaus Graf Greg Pickett                        | Lola-Aston Martin B08/62                | M          | 63      |
| 50 DNF | LMP1   | 6    | Muscle Milk Aston Martin Racing | Lucas Luhr Klaus Graf Greg Pickett                        | Aston Martin 6.0 L V12                  | M          | 63      |
| 51 DNF | LMP1   | 20   | Oryx Dyson Racing               | Humaid Al Masaood Steven Kane Butch Leitzinger            | Lola B09/86                             | D          | 29      |
| 51 DNF | LMP1   | 20   | Oryx Dyson Racing               | Humaid Al Masaood Steven Kane Butch Leitzinger            | Mazda MZR-R 2.0 L Turbo I4 (Isobutanol) | D          | 29      |
| 52 DNF | GT     | 98   | JaguarRSR                       | P. J. Jones Shane Lewis Rocky Moran, Jr.                  | Jaguar XKR GT                           | D          | 27      |
| 52 DNF | GT     | 98   | JaguarRSR                       | P. J. Jones Shane Lewis Rocky Moran, Jr.                  | Jaguar 5.0 L V8                         | D          | 27      |
| DNS    | GT     | 062  | Risi Competizione               | Raphael Matos Jaime Melo Toni Vilander                    | Ferrari 458 Italia GT2                  | M          |         |
| DNS    | GT     | 062  | Risi Competizione               | Raphael Matos Jaime Melo Toni Vilander                    | Ferrari 4.5 L V8                        | M          |         |
| DNS    | LMPC   | 36   | Genoa Racing                    | Jordan Grogor Aldous Mitchell Bassam Kronfli Dane Cameron | Oreca FLM09                             | M          |         |
| DNS    | LMPC   | 36   | Genoa Racing                    | Jordan Grogor Aldous Mitchell Bassam Kronfli Dane Cameron | Chevrolet LS3 6.2 L V8                  | M          |         |